# Fontys Hogeschool
Fontys Hogeschool is een Nederlandse instelling voor hoger beroepsonderwijs met de statutaire zetel in Eindhoven. Internationaal wordt de naam Fontys University of Applied Sciences gevoerd. De naam Fontys komt van het Latijnse woord 'fons' wat 'bron' betekent. Fontys bestaat uit achtentwintig instituten, gevestigd in Zuid-Nederland: Eindhoven, 's-Hertogenbosch, Sittard, Tilburg, Helmond en Venlo.

## Geschiedenis

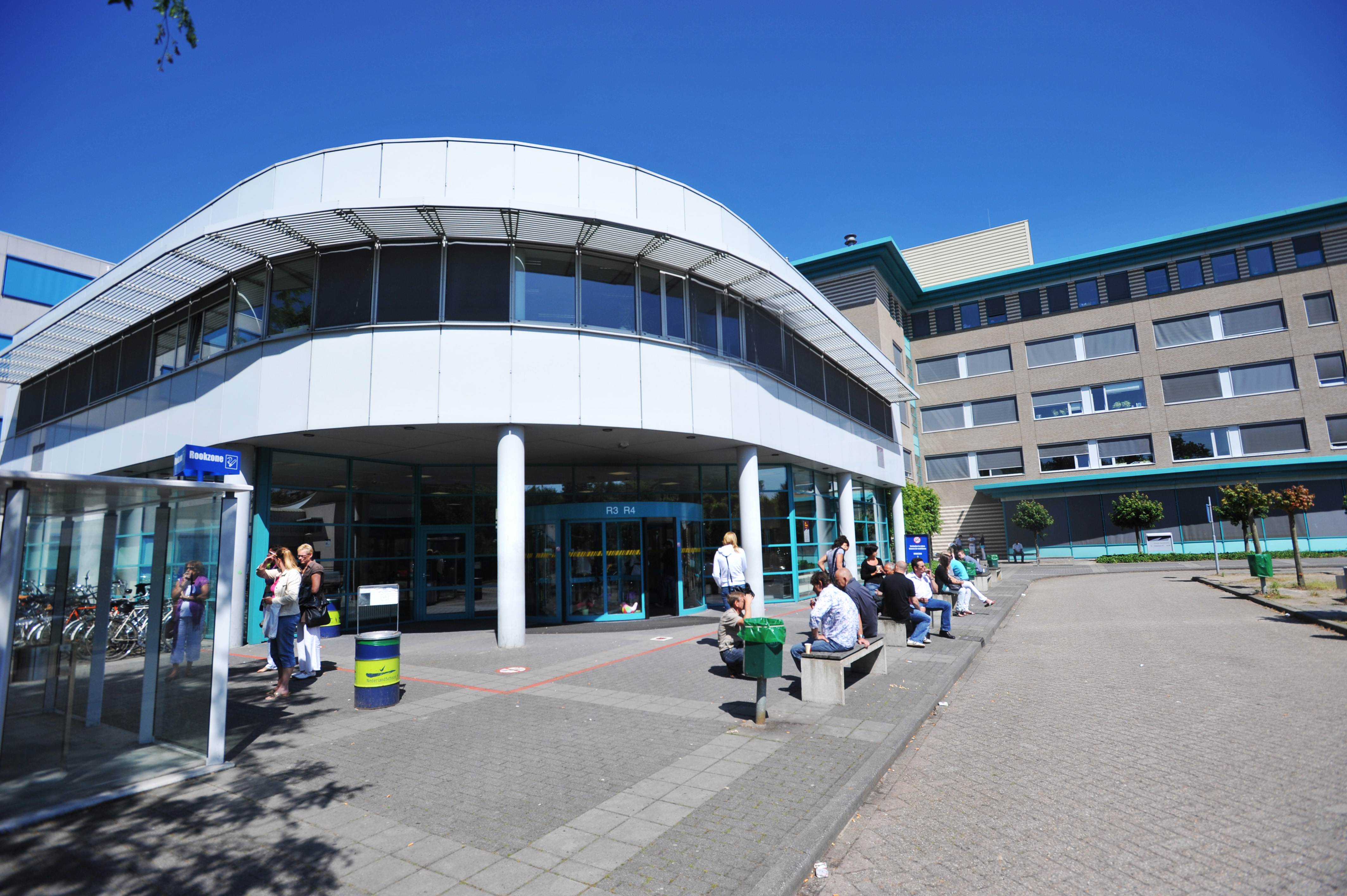
Fontys Hogescholen te Eindhoven

De Stichting Hoger Onderwijs Zuid Nederland (HOZN) is een Nederlandse stichting met statutaire zetel in Tilburg. Op 1 september 1996 is de naam van de stichting gewijzigd in Stichting Fontys.
De stichting Hoger Onderwijs Zuid Nederland is opgericht in december 1991 als drager voor de 'bestuurlijke fusie' van de stichtingen:
- Katholieke Leergangen
- Hogeschool Eindhoven
- Pedagogisch Technische Hogeschool Nederland

De stichting is per 1 januari 1996 uitgebreid met:
- Hogeschool Venlo

Vervolgens is per 1 januari 1997 de Eindhovense Pedagogische Hogeschool Hemelrijken opgegaan in Fontys Hogescholen.
Het eerste bestuur van de stichting was samengesteld uit de leden van de drie fuserende besturen, tevens werd vanuit het bestuur een kernbestuur geformeerd. Dit bestuur fungeerde als toezichthoudend bestuursorgaan voor de hogescholen, die tot 1996 onder hun eigen naam onderwijs bleven aanbieden. De dagelijkse bestuurlijke leiding van de organisatie werd statutair gedelegeerd aan de raad van bestuur bestaande uit de zeven leden van de colleges van bestuur van de hogescholen. De omvang van de raad van bestuur nam door natuurlijk verloop af tot vier en uiteindelijk tot drie leden en kende in aanvang een jaarlijks wisselend voorzitterschap. De eerste voorzitter was René van Elderen. Het eerste stichtingsbestuur en kernbestuur stond onder voorzitterschap van Frans L. van den Brand.
In de loop van 1996 werd via een statutenwijziging het kernbestuur omgevormd tot de raad van toezicht, werden de afzonderlijke colleges van bestuur formeel opgeheven en traden de hogescholen onder de naam Fontys Hogescholen naar buiten. Het wisselend voorzitterschap van de raad van bestuur werd omgezet in een benoeming voor vier jaar. Norbert Verbraak werd vervolgens benoemd tot voorzitter van de raad van bestuur, die zich huisvestte in Eindhoven. Een volgende stap werd in 1999 gezet toen de faculteiten van de oorspronkelijke hogescholen werden opgeheven en de opleidingen, geclusterd in een dertigtal instituten (hogescholen), direct onder de raad van bestuur gingen ressorteren. Tegelijkertijd werden ook de geografisch nog steeds gespreid opererende diensten geclusterd, waarvan de leiding eveneens in Eindhoven werd gehuisvest. Ruim tien jaar later werd bij een statutenwijziging de naam raad van bestuur veranderd in college van bestuur en de statutaire zetel van Tilburg naar Eindhoven verplaatst.
In 2022 heeft er een naamswijziging plaatsgevonden: "Fontys Hogescholen" werd veranderd in het enkelvoudige "Fontys Hogeschool".

## Onderwijsaanbod
Fontys Hogeschool verzorgt hbo-bacheloropleidingen, masters, associate degrees, cursussen en post-hbo-opleidingen.
De hbo-bacheloropleidingen zijn grofweg in te delen in de volgende sectoren:
- Economie en Bedrijf
- Gedrag en Maatschappij, waaronder Theologie Levensbeschouwing
- Gezondheid en Sport
- ICT
- Kunsten
- Logistiek
- Onderwijs en Opvoeding, waaronder Educatie
- Taal en Communicatie, waaronder Journalistiek
- Techniek en Natuur

## Organisatie
Fontys is een stichting die haar organisatiestructuur heeft opgebouwd rond de processen:
- Bestuurlijk: het college van bestuur vormt het bevoegd gezag en fungeert als resultaatverantwoordelijke eenheid onder de Raad van Toezicht.
- Primair: de instituten (hogescholen) voeren, ieder in hun eigen (markt)segment, de kernactiviteiten (onderwijs, onderzoek en contractactiviteiten) van Fontys uit.
- Ondersteunend: de diensten verrichten ondersteunende werkzaamheden ten behoeve van onderwijs, onderzoek en contractactiviteiten.

Beleid van de organisatie wordt afgestemd in het Fontysberaad, een overleg tussen het college van bestuur en directeuren.
Het college van bestuur is het bevoegd gezag van de hogeschool. Voorzitter is Joep Houterman. De raad van toezicht ziet toe op een adequate besturing van Fontys Hogeschool door het college van bestuur. Het college van bestuur fungeert aldus als resultaatverantwoordelijke orgaan onder de raad van toezicht.
De Wet op het hoger onderwijs en wetenschappelijk onderzoek (WHW) verplicht iedere hogeschool tot de inrichting van een medezeggenschapsraad. De structuur van Fontys brengt een uitgebreid stelsel van medezeggenschap met zich mee. Binnen Fontys functioneert medezeggenschap volgens het adagium Medezeggenschap volgt zeggenschap.
Op centraal niveau functioneert de Centrale Medezeggenschapsraad (CMR). Daarnaast heeft elk opleidingsinstituut en elke dienst zijn eigen medezeggenschapsraad.
Daarnaast kwam de Fontys Studentenraad (FSR) op voor de belangen van alle studenten van Fontys Hogeschool. De FSR bestaat sinds 1997 en is een adviesorgaan. In 2013 is de FSR omgevormd tot Fontys LINK!, een studentenorganisatie die de communicatie tussen de studenten en het College van Bestuur (CvB) en medezeggenschapsraden ondersteunde. Dit deed zij onder andere door het organiseren van discussieborrels. In 2017 is Fontys LINK! opgeheven.

## Publicaties
Diverse medewerkers publiceren hun werk in de databank Fontys Pub. Dit kunnen essays zijn, maar ook artikelen die zijn geschreven voor (vak)media. Op gebied van nieuwsvoorziening heeft Fontys sinds mei 2017 een onafhankelijk online-nieuwsplatform genaamd Bron. De huidige hoofdredacteur van BRON is wetenschapsjournalist Jan Ligthart.